# Связь в Эфиопии

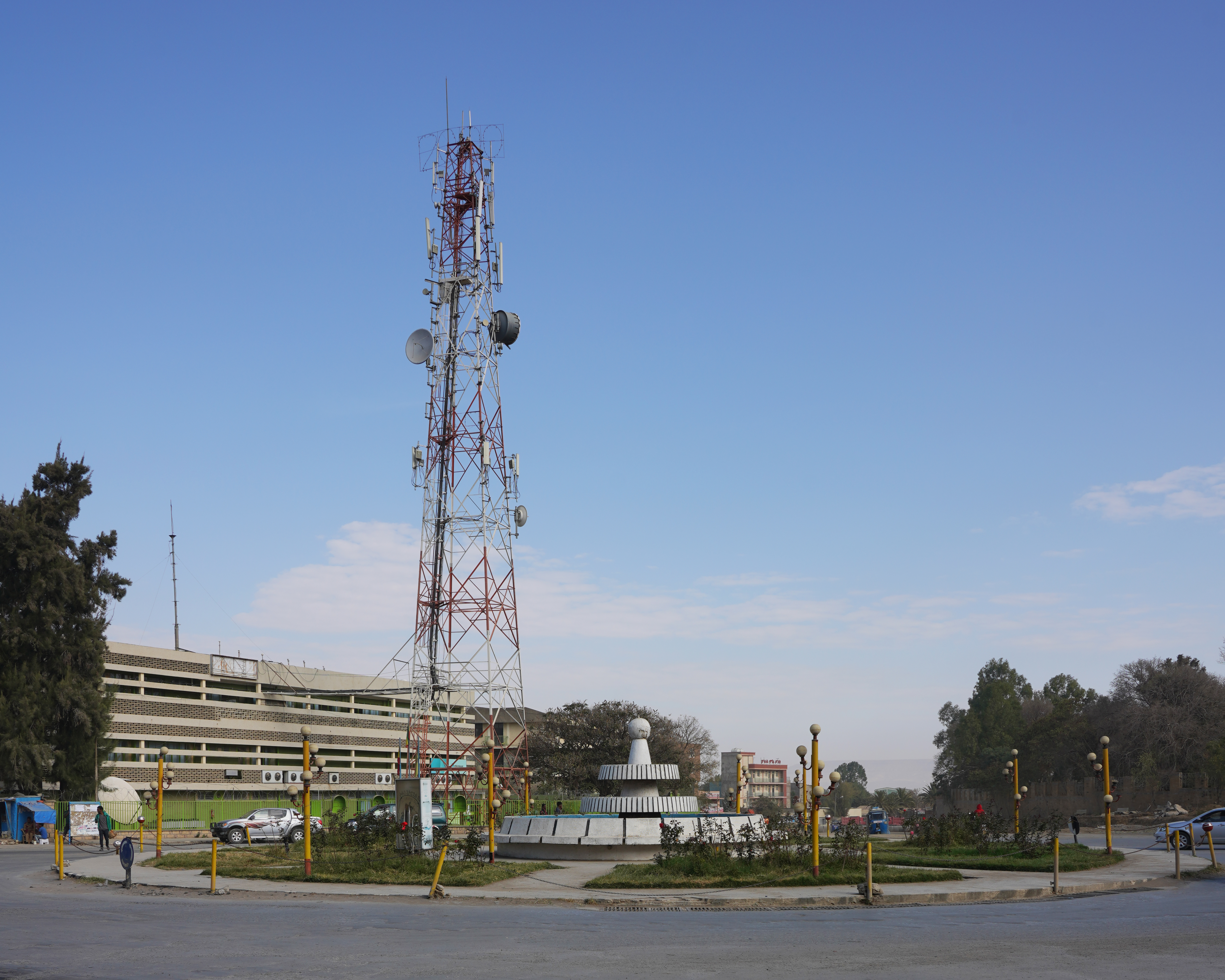
Радиомачта сотовой связи в Мэкэле

Телекоммуникациями в стране занимается компания «Ethio telecom», являющаяся монополистом на рынке. По обеспечению телефонной связью, доступу в интернет Эфиопия занимает одно из последних мест в мире. В 2010 году только 0,75 % населения пользовались Интернетом, что является одним из самых низких показателей в мире .

## История
Первая телеграфная линия Эфиопии была проложена в 1899 году между столицей Эфиопии — Аддис-Абебой и Харэром. В 1904 году она была продлена до Эритреи и порта Массауа. А ещё через год телеграф пришел и в Джимму, которая располагалась тогда в провинции Каффа.
Первые два телефона были установлены в Королевском Дворце и в императорском казначействе в 1890 году. Тембр голоса, исходящий из телефонной трубки пугал местных священников и они считали, что это дьявольское изобретение. Император Менелик II старался не обращать внимание на протесты священников, а затем и вовсе начал использовать телефон, чтобы связываться с губернаторами и давать им распоряжения. Император Хайле Селассие ещё до войны с Италией начал процесс строительства в стране радиопередатчиков для гражданских и военных целей.
В 1942 году было основано Эфиопское информационное агентство.

## Настоящее время
Согласно данным Эфиопской Телекоммуникационной Корпорации (ЭТС), чтобы среднестатистический сельский житель мог позвонить по телефону, он должен пройти 30 км до ближайшего телефонного аппарата. 7 сентября 2007 года ЭТС сообщила о масштабной программе по увеличению охвата населения телефонной связью и сокращению такого расстояния до 5 км
. По состоянию на 2006 год в стране действовало 866 700 мобильных телефонов и 725 000 стационарных телефонов.
17 сентября 2005 года изменились коды и префиксы в телефонных номерах Эфиопии. Внутренние коды увеличились с двух до трех цифр, а телефонные номера стали семизначными, вместо шестизначных.
В 2007 года в Эфиопии насчитывалось 89 интернет-хостов и около 200 000 пользователей интернета.